# コーチェラ (カリフォルニア州)
コーチェラ（Coachella）は、アメリカ合衆国カリフォルニア州のリバーサイド郡にある都市。人口は4万1941人（2020年）。コーアチェラ・バレーにあるリゾートである。

## 概要
歴史的には農業地帯として開拓された。オレンジ、レモン、グレープフルーツなどを生産した。1946年に法人化し「コーチェラ市」が誕生した。農場労働者の大半はメキシコからの移民だった。セサール・チャベスらの影響を受け、労働組合が活発に活動した。
1980年以降はリゾートとして注目されるようになりゴルフ場やカジノなどの観光施設が次々に建設された。結果としてコーチェラは華やかな観光施設がある一方、労働者用の質素なトレーラーハウス村もあるという2面性をもった都市になった。

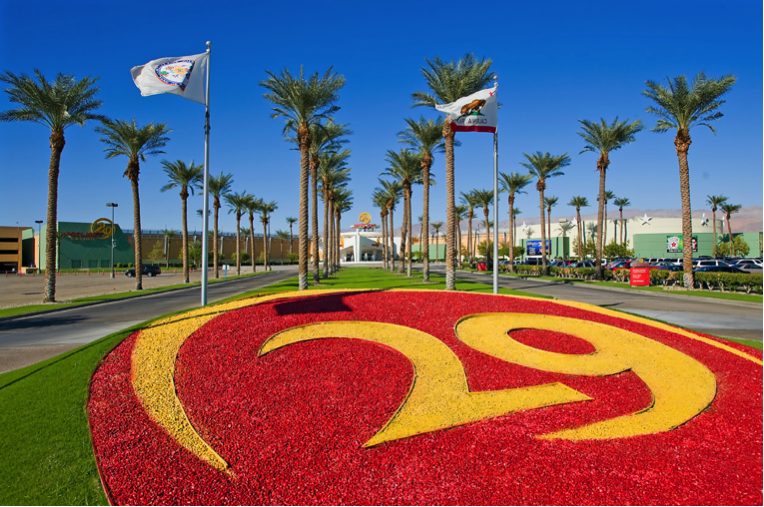
カジノ

## 住民
2020年アメリカ合衆国国勢調査によれば、市の人口の97パーセントはヒスパニックだった。コーチェラ市は英語とスペイン語を公用語にしており、市民は日常的にスペイン語を使用している。